# Mistrzostwa Azji Juniorów w Lekkoatletyce 2023
20. Mistrzostwa Azji Juniorów w Lekkoatletyce – zawody lekkoatletyczne, które odbyły się w dniach 4-7 czerwca 2023 w Yecheon.

## Rezultaty

### Mężczyźni
| Konkurencja                   | 1. miejsce                                                                           | Wynik     | 2. miejsce                                                                       | Wynik     | 3. miejsce                                                                               | Wynik     |
| ----------------------------- | ------------------------------------------------------------------------------------ | --------- | -------------------------------------------------------------------------------- | --------- | ---------------------------------------------------------------------------------------- | --------- |
| Bieg na 100 m                 | Kaito Kuroki                                                                         | 10,37     | Lin Po-hsun                                                                      | 10,42     | Haruki Narushima                                                                         | 10,43     |
| Bieg na 200 m                 | Chen Jinfeng                                                                         | 20,81     | Sarawut Nuansri                                                                  | 21,18     | Pengiran Aidil Auf Bin Hajam                                                             | 21,37     |
| Bieg na 400 m                 | Ismail Doudai Abakar                                                                 | 46,18     | Bae Geon-yul                                                                     | 46,73     | Chen Cheng-an                                                                            | 47,33     |
| Bieg na 800 m                 | Hironori Tachizako                                                                   | 1:49,22   | Li An-yi                                                                         | 1:49,44   | Shakeel                                                                                  | 1:49,80   |
| Bieg na 1500 m                | Jumpei Maseda                                                                        | 3:50,15   | Mustafa Mohsin Hezam Al-Khazaali                                                 | 3:52,19   | Hasan Mehdi                                                                              | 3:56,02   |
| Bieg na 3000 m                | Sonata Nagashima                                                                     | 8:19,49   | Kim Tae-hun                                                                      | 8:41,14   | Mokhles Tuama Alshamkhee                                                                 | 8:42,26   |
| Bieg na 5000 m                | Sonata Nagashima                                                                     | 14:23,91  | Shivaji Paradhu Madappagoudra                                                    | 14:49,06  | Kim Tae-hun                                                                              | 14:49,56  |
| Bieg na 3000 m z przeszkodami | Asahi Kuroda                                                                         | 8:39,83   | Sharuk Khan                                                                      | 8:51,75   | Samir Eghbalighahyazi                                                                    | 9:07,62   |
| Bieg na 110 m przez płotki    | Hsieh Yuan-kai                                                                       | 13,44     | Oumar Doudai Abakar                                                              | 13,68     | Liu Hiu Long                                                                             | 13,73     |
| Bieg na 400 m przez płotki    | Ismail Doudai Abakar                                                                 | 49,30     | Ryoma Konno                                                                      | 49,91     | Lin Chung-wei                                                                            | 50,16     |
| Sztafeta 4 × 100 m            | Japonia Haruki Narushima · Kaito Kuroki · Yuta Sekiguchi · Eito Watanabe             | 39,76     | Korea Południowa Kim Jeong-yoon · Kim Dong-jin · Bae Geon-yul · Nwamadi Joel-jin | 40,32     | Indie Vallipi Hima Teja · Arijit Rana · Mohammad Reyan Basha · Dondapati Mrutyam Jayaram | 40,56     |
| Sztafeta 4 × 400 m            | Tajlandia Methawi Kanhaaudom · Lakki Yuyamadu · Thawatchai Himaiad · Sarawut Nuansri | 3:08,34   | Indie Deepak Singh · Sharan Megavarnam · Rihan Choudhary · Navpreet Singh        | 3:08,79   | Korea Południowa Kim Jeong-hyun · Bae Geon-yul · Na Hyun-joo · Kim Jun-sung              | 3:12,08   |
| Chód na 10 000 m              | Bao Xingzu                                                                           | 42:07,53  | Zhang Zhiwei                                                                     | 42:50,71  | Shotaro Shimoike                                                                         | 44:05,50  |
| Skok wzwyż                    | Lo Tzu-chieh                                                                         | 2,20      | Choi Jin-woo                                                                     | 2,20      | Souta Haraguchi                                                                          | 2,18      |
| Skok o tyczce                 | Seif Heneida                                                                         | 5,50      | Liu Rui                                                                          | 5,15      | Rui Kitada                                                                               | 5,10      |
| Skok w dal                    | Shu Heng                                                                             | 8,03      | Lin Ming Fu                                                                      | 7,49      | Zhang Hongming                                                                           | 7,34      |
| Trójskok                      | Miyao Manato                                                                         | 16,38     | Ma Yinglong                                                                      | 16,22     | Malith Yasiru                                                                            | 15,82     |
| Pchnięcie kulą (6 kg)         | Siddharth Choudhry                                                                   | 19,52     | Djibrine Adoum Ahmat                                                             | 18,85     | Park Si-hoon                                                                             | 18,70     |
| Rzut dyskiem (1,75 kg)        | Bhartpreet Singh                                                                     | 55,66     | Sayfullaev Dunyozod                                                              | 55,58     | Mohammadreza Ziyaii                                                                      | 55,44     |
| Rzut młotem (6 kg)            | Mohamed Adel Khan                                                                    | 64,78     | Mahdi Haft Cheshmeh                                                              | 63,96     | Jang Young-min                                                                           | 59,22     |
| Rzut oszczepem                | Huang Chao-hung                                                                      | 72,85     | Shivam Lohakare                                                                  | 72,34     | Choi Woo-jin                                                                             | 70,41     |
| Dziesięciobój                 | Sunil Kumar                                                                          | 7003 pkt. | Nodir Norbaev                                                                    | 6956 pkt. | Samandar Makhmudov                                                                       | 6840 pkt. |

### Kobiety
| Konkurencja                   | 1. miejsce                                                                                 | Wynik     | 2. miejsce                                                                               | Wynik     | 3. miejsce                                                                 | Wynik     |
| ----------------------------- | ------------------------------------------------------------------------------------------ | --------- | ---------------------------------------------------------------------------------------- | --------- | -------------------------------------------------------------------------- | --------- |
| Bieg na 100 m                 | Xiong Shiqi                                                                                | 11,62     | Liu Xiajun                                                                               | 11,85     | Athicha Phetkun                                                            | 11,86     |
| Bieg na 200 m                 | Jennifer Saita                                                                             | 23,99     | Athicha Phetkun                                                                          | 24,31     | Yang Mei-mei                                                               | 24,33     |
| Bieg na 400 m                 | Rezoana Mallick Heena                                                                      | 53,32     | Tharushi Dissanayaka                                                                     | 53,71     | Jayeshi Uththara                                                           | 55,52     |
| Bieg na 800 m                 | Tharushi Dissanayaka                                                                       | 2:05,64   | Akbajan Nurmamiet                                                                        | 2:10,22   | Qin Yingying                                                               | 2:11,14   |
| Bieg na 1500 m                | Laxita Sandilea                                                                            | 4:24,23   | Akbajan Nurmamiet                                                                        | 4:24,92   | Nanaka Yonezawa                                                            | 4:25,75   |
| Bieg na 3000 m                | Kana Mizumoto                                                                              | 9:16,93   | Bushra Khan                                                                              | 9:41,45   | Ajana Bołatbiekkizy                                                        | 10:30,70  |
| Bieg na 5000 m                | Nanaka Yonezawa                                                                            | 16:37,37  | Akari Masumoto                                                                           | 16:42,22  | Antima Pal                                                                 | 17:17,12  |
| Bieg na 3000 m z przeszkodami | Dilshoda Usmanova                                                                          | 10:22,41  | Akbiłek Kuralbaj                                                                         | 10:35,44  | Lê Thị Thanh Nga                                                           | 11:09,05  |
| Bieg na 100 m przez płotki    | Miki Hayashi                                                                               | 13,64     | Chloe Pak Hoi Man                                                                        | 13,91     | Kristina Jermoła                                                           | 14,57     |
| Bieg na 400 m przez płotki    | Miku Takino                                                                                | 58,92     | Nazanin Fatemeh                                                                          | 1:00,01   | Anastasija Kołoda                                                          | 1:00,40   |
| Sztafeta 4 × 100 m            | Chiny Xiajun Liu · Junyan Zhao · Huang Na · Shiqi Xiong                                    | 45,05     | Tajlandia Jirapat Khanonta · Manatsada Sanmano · Suwimol Srathienthong · Atchiha Phetkun | 45,34     | Indie Tamanna · S. Akshaya · Nayana Kokare · Abinaya Rajarajan             | 45,36     |
| Sztafeta 4 × 400 m            | Indie Anushka Dattatray · Riya Nitin Patil · Kanista Teena Shekhar · Rezoana Mallick Heena | 3:40,50   | Kazachstan Marija Szuwałowa · Sofja Kidienko · Anastasija Kołoda · Anna Szumiło          | 3:46,19   | Korea Południowa Sin Hyun-jin · Lee Mink-yung · Jo Yoon-seo · Choi Ji-seon | 3:47,46   |
| Chód na 10 000 m              | Chen Meiling                                                                               | 46:11,08  | Ai Oyama                                                                                 | 46:56,24  | Jasmina Toksanbajewa                                                       | 47:01,55  |
| Skok wzwyż                    | Barnokhon Saifullaeva                                                                      | 1,84      | Pooja                                                                                    | 1,82      | Lin Pei-hsuan                                                              | 1,82      |
| Skok o tyczce                 | Wei Lingxia                                                                                | 3,95      | Chen Tzu-tsen                                                                            | 3,85      | Yen Tzu-hsin                                                               | 3,75      |
| Skok w dal                    | Huang Yingying                                                                             | 6,24      | Susmita                                                                                  | 5,96      | Anastasija Rypakowa                                                        | 5,90      |
| Trójskok                      | Khushnoza Shavkatova                                                                       | 13,07     | Walerija Safonowa                                                                        | 12,78     | Wiktorija Poprawkina                                                       | 12,65     |
| Pchnięcie kulą                | Lin Jiaxin                                                                                 | 15,91     | Malika Nasriddinova                                                                      | 15,76     | Gao Yirui                                                                  | 15,30     |
| Rzut dyskiem                  | Huang Jingru                                                                               | 56,75     | Jiang Zhichao                                                                            | 55,23     | Yee Hye-min                                                                | 48,60     |
| Rzut młotem                   | Gao Jinyao                                                                                 | 64,92     | Elina Silyamiyeva                                                                        | 60,53     | Kim Tae-hee                                                                | 59,97     |
| Rzut oszczepem                | Nozomi Sakurai                                                                             | 50,02     | Chu Pin-hsun                                                                             | 49,38     | Yang Seok-ju                                                               | 47,88     |
| Siedmiobój                    | Ugiloy Norboyeva                                                                           | 5130 pkt. | Miki Hayashi                                                                             | 5095 pkt. | Lin Pei-hsuan                                                              | 5070 pkt. |

### Zawody mieszane
| Konkurencja                 | 1. miejsce                                                                              | Wynik   | 2. miejsce                                                                    | Wynik   | 3. miejsce                                                            | Wynik   |
| --------------------------- | --------------------------------------------------------------------------------------- | ------- | ----------------------------------------------------------------------------- | ------- | --------------------------------------------------------------------- | ------- |
| Sztafeta mieszana 4 × 400 m | Sri Lanka Vinod Ariyawansha · Jayeshi Uththara · Shehan Dilranga · Tharushi Dissanayaka | 3:25,41 | Korea Południowa Kim Jeong-hyun · Lee Min-kyung · Bae Geon-yul · Sin Hyun-jin | 3:28,30 | Indie Deepak Singh · Anushka Kumbhar · Navpreet Singh · Heena Mallick | 3:30,13 |

## Klasyfikacja medalowa
Opracowano na podstawie materiałów źródłowych.
| Miejsce | Państwo          | Złoto | Srebro | Brąz | Razem |
| ------- | ---------------- | ----- | ------ | ---- | ----- |
| 1.      | Japonia          | 14    | 4      | 5    | 23    |
| 2.      | Chiny            | 11    | 5      | 3    | 19    |
| 3.      | Indie            | 6     | 7      | 6    | 19    |
| 4.      | Uzbekistan       | 4     | 4      | 1    | 9     |
| 5.      | Chińskie Tajpej  | 3     | 4      | 6    | 13    |
| 6.      | Katar            | 3     | 2      | 0    | 5     |
| 7.      | Sri Lanka        | 2     | 1      | 2    | 5     |
| 8.      | Tajlandia        | 1     | 3      | 1    | 5     |
| 9.      | Kuwejt           | 1     | 0      | 0    | 1     |
| 10.     | Korea Południowa | 0     | 5      | 9    | 14    |
| 11.     | Kazachstan       | 0     | 5      | 6    | 11    |
| 12.     | Iran             | 0     | 2      | 2    | 4     |
| 13.     | Hongkong         | 0     | 2      | 1    | 3     |
| 14.     | Irak             | 0     | 1      | 1    | 2     |
| 15.     | Malezja          | 0     | 0      | 1    | 1     |
| 15.     | Wietnam          | 0     | 0      | 1    | 1     |
| Razem   | Razem            | 45    | 45     | 45   | 135   |